# Jamie Day
James Day (Bexley, 13 settembre 1979) è un allenatore di calcio ed ex calciatore inglese, di ruolo centrocampista, attuale commissario tecnico del Bangladesh.

## Carriera

### Giocatore

#### Club
Dal 1997 al 1999 gioca nel settore giovanile dell'Arsenal, con cui nel 1998 firma il suo primo contratto professionistico, venendo anche convocato in alcune partite con la prima squadra ma senza mai esordirvi. Dal 1997 al 1999 gioca 20 partite con il Bournemouth, in Second Division (terza divisione inglese). Dal 2001 al 2004 gioca in Conference National (quinta divisione) con il Dover Athletic; milita poi nella medesima categoria (dopo un periodo in settima divisione nel 2004 con il Crawley Town, con cui vince anche un campionato) dal 2004 al 2007, con il Welling Utd. Ha poi giocato in varie formazioni delle serie minori inglesi (tutte tra la quinta e la settima divisione, ad eccezione dei Cray Valley Paper Mills), terminando definitivamente l'attività agonistica nel gennaio del 2018.

#### Nazionale
Ha giocato nell'Inghilterra Under-18.

### Allenatore
Durante gli ultimi anni della sua carriera da calciatore ha anche allenato nei settori giovanili di Arsenal e Charlton.
Inizia ad allenare a livello di prima squadra nel 2009, al Welling Utd, dove ricopre il doppio ruolo di giocatore ed allenatore dal 2009 al 2014, militando sempre in Conference South (sesta divisione inglese) tranne che nella stagione 2013-2014, disputata in Conference National in seguito alla vittoria del campionato nella stagione precedente; ricopre un incarico analogo anche nella stagione 2014-2015, questa volta all'Ebbsfleet Utd, nuovamente in Conference South. Dal maggio del 2015 al maggio del 2016 ha lavorato come vice ai Forest Green, in Conference National; nel maggio del 2016 ha invece allenato per un mese il Braintree Town (sempre in Conference National). A fine stagione è tornato al Welling United, da cui è stato esonerato nel gennaio del 2017: subito dopo l'esonero, è però stato ingaggiato come assistente al Gillingham, nella terza divisione inglese. Dopo un breve intermezzo di alcuni mesi in cui è tornato brevemente a giocare, dal febbraio al maggio del 2018 ha lavorato come vice al Barrow, in Conference North (sesta divisione inglese).
il 17 maggio 2018 viene ingaggiato come allenatore della nazionale maggiore del Bangladesh; in seguito, nell'estate del 2018 ha anche allenato per un breve periodo la nazionale Under-23 del Bangladesh, impegnata nelle qualificazioni al campionato asiatico di categoria.

## Palmarès

### Giocatore

#### Competizioni regionali
- Southern Football League: 1

Crawley: 2003-2004

### Allenatore

#### Competizioni nazionali
- National League South: 1

Welling United: 2012-2013